# SN 2008ae
SN 2008ae – supernowa typu Iax odkryta 9 lutego 2008 roku w galaktyce IC 577. W momencie odkrycia miała maksymalną jasność 17,80m.